# Incêndio nas Lojas Renner em 1976

Bombeiros tentam apagar incêndio no edifício.
Foto: JB Scalco/Veja.

O incêndio nas Lojas Renner em 1976 ocorreu no dia 27 de abril de 1976 na cidade brasileira de Porto Alegre (RS), matando 41 pessoas e ferindo 60. O incêndio ocorreu em um edifício de sete andares onde funcionava uma filial das Lojas Renner, localizado na esquina das ruas Otávio Rocha e Doutor Flores.
Para escapar das chamas, muitas pessoas se jogaram do prédio. Helicópteros da Base Aérea de Canoas sobrevoaram o local do desastre, mas não puderam resgatar as vítimas que estavam no terraço pois o local não era apropriado para esse tipo de operação. Muitas vítimas puderam ser socorridas pelo Corpo de Bombeiros devido ao uso da escada Magirus. Duzentos bombeiros participaram da operação. Uma lancha da Estação Fluvial também foi usada, posicionada à beira do Lago Guaíba para suprir a falta de água no combate ao incêndio. No incêndio faleceu Shirley Marques da Silva, irmã do jogador Everaldo. 
O edifício foi implodido e, anos depois, reconstruído, dando lugar a uma edificação mais moderna, continuando a pertencer às Lojas Renner.

## Edifício Renner
Projetado pelo arquiteto alemão Julius Lohweg (1879 -1960), a sede da empresa A.J. Renner e Cia. foi construída em art-deco entre 1932 e 1933 na esquina das ruas Otávio Rocha e Dr. Flores, sendo aberto em 1934. Inicialmente a Loja Renner ocupava o térreo, a sobreloja e o segundo e terceiro andares, com os andares subsequentes alugados para profissionais liberais. 
Com o crescimento da Renner, que passou de uma pequena fiação para uma organização empresarial têxtil e industrial,  o edifício passa por uma ampla reforma em 1944, com a Loja Renner sendo transformada em uma loja de departamentos. Em 1965 as Lojas Renner passam a ser uma empresa de capital aberto, com sua sede localizada no Edifício Renner

## Incêndio
O incêndio foi iniciado às 13h30 no 2º andar do Edifício Renner, no setor de tintas. Os funcionários da empresa iniciaram o combate ao fogo naquele andar, porém as chamas se alastraram, isolando parte das pessoas que se encontravam nos andares 3 a 9 do edifício. O Corpo de Bombeiros da Brigada Militar foi acionado e chegou às 14h15. Nesse momento, boa parte dos cerca de duzentas pessoas que se encontravam nas Lojas Renner foram evacuadas. Um pequeno grupo acabou subindo para os andares superiores do edifício, ficando preso pelas chamas que destruíam o 2º andar. Em desespero duas pessoas se atiraram do edifício em chamas, morrendo no impacto com o solo. Os caminhões com escada Magirus foram posicionados ao redor do edifício e foi iniciado o resgate das quarenta pessoas presas no 9º andar, no restaurante, porém só alcançavam o 7º andar.
Milhares de pessoas assistiam a incêndio, atrapalhando a evolução dos trabalhos dos bombeiros. A Brigada Militar teve dificuldade de isolar o local e precisou acionar oitocentos homens de três batalhões. Às 15h20 o combate às chamas foi prejudicado por  falta d’água nos hidrantes da região e o incêndio se alastrou para os demais andares.